# Стрелецкий форт
Стрелецкий форт — фортификационное сооружение, построенное в 1908—1912 годах для артиллерийской обороны морского побережья Севастопольской крепости.

## История

Русская 10 дюймовая крепостная пушка длиной ствола 45 калибров образца 1895 года стоявшая на вооружении фортов № 15 и № 17

Форт состоит из двух долговременных береговых батарей — № 15 имени Великого князя Михаила Николаевича и № 17. (РГВИА, ф. 802, он. 8, д. 416). На вооружении каждой из них имелось по четыре 254-мм орудия образца 1895 года.
В октябре 1914 года батареи Стрелецкого форта вели огонь по германо-турецкому линейному крейсеру «Гебен».
После сооружения башенных батарей линкоровского калибра № 30 и № 35 форт потерял своё значение, и его батареи разоружили.
Видимо, какая-то часть снарядов хранилась в погребах форта до конца обороны 1941—1942 годов, так как в конце июня 1942 года, перед оставлением Севастополя, их взорвали. При этом два его траверса были разрушены.
Батарея, хоть и в разрушенном состоянии, сохранилась и по сей день и находится в районе Парка Победы возле Стрелецкой бухты г. Севастополя.
Фактором, имеющим негативное влияние на современное состояние батареи и вопрос её дальнейшего существования вообще, является активная застройка вокруг батареи. В 2011 году при строительстве Банковской академии началось разрушение объекта. Был снесён правый фланг сухопутных укреплений, памятник превратился в строительный отвал. В 2015 году левый фланг 15-й береговой батареи был фактически уничтожен тяжелой строительной техникой.